# Aurivillius seydeli
Aurivillius seydeli är en fjärilsart som beskrevs av Pierre Claude Rougeot 1962. Aurivillius seydeli ingår i släktet Aurivillius och familjen påfågelsspinnare. Inga underarter finns listade i Catalogue of Life.